# 南方玉凤花
南方玉凤花（学名：Habenaria malintana）为兰科玉凤花属下的一个种。

## 扩展阅读
- 維基物種上的相關：南方玉凤花